# Образование в Пазарджик
Тази статия описва Образованието в Пазарджик.

## Основна характеристика
В Пазарджик има 2 висши учебни заведения и филиал на Пловдивския университет „Паисий Хилендарски“, 4 начални, 7 основни, 4 средни общообразователни училища, 10 профилирани гимназии, 1 междуучилищен център за професионално обучение след VI и VII клас, и един обединен детски комплекс за извънкласни форми.
Създадени са връзки между Техникума по селско стопанство и земеделското училище „Сен Шели Д` Апшер“ – Франция. Езиковата гимназия „Бертолт Брехт“ е член на инициативата Schulen: Partner der Zukunft, на Асоциацията на Кеймбридж училищата и поддържа активни контакти с културните институти от Германия, Франция, Великобритания и Испания, с центъра за срещи „Саксония-Анхалт“ в Пловдив, с фондациите „Отворено общество“, „13 века България“, „Св. Кирил и Методий“.
Функционира и Българо-германски център за професионално обучение (БГЦПО), който предлага курсове за икономическа, техническа и езикова квалификация. Работят и частни езикови училища и школи – ФАРОС, ЕВРОПА, ТИТ, ЕЗИКОВ ЦЕНТЪР ЛОГОС, както и Център за образование и предприемачество Pathways.
В града има специализирано полицейско училище с военна база, състояща се от стрелбище и площадки за вертолети.

## Училища

### Висше образование
- ВУЗ Земеделски колеж[3]
- Колеж за начални педагози
- Филиал към музикалния факултет на ПУ „Паисий Хилендарски“[4]

### Средно образование
- Математическа гимназия „Константин Величков“[5]
- Езикова гимназия „Бертолт Брехт“
- Професионална гимназия по икономика и мениджмънт
- Профилирана гимназия „Иван Сергеевич Аксаков“[6]
- Професионална гимназия по механо-електротехника[7]
- Професионална гимназия по строителство и архитектура[8]
- Професионална гимназия по селско стопанство „Царица Йоанна“[9]
- Професионална гимназия по химични и хранителни технологии[10]
- Професионална гимназия по облекло[11]
- Професионална гимназия по промишлени технологии[12]
- СОУ „Георги Брегов“
- СОУ „Георги Бенковски“
- СОУ „Д-р Петър Берон“[13]
- СОУ „Димитър Гачев“[14]

### Основно и начално образование
- ОУ „Любен Каравелов“
- ОУ „Проф. Иван Батаклиев“[15]
- ОУ „Стефан Захариев“
- ОУ „Христо Ботев“
- ОУ „Климент Охридски“
- ОУ „Христо Смирненски“
- ОУ „Васил Левски“
- ОУ „Св. св. Кирил и Методий“
- НУ „Отец Паисий“
- НУ „Никола Фурнаджиев“
- НУ „Васил Левски“
- НУ „Васил Друмев“